# Roger Mortimer (1287-1330)
Roger Mortimer (Wigmore, 25 april 1287 - Tyburn, 29 november 1330) was van 1304 tot aan zijn dood baron Mortimer en van 1328 tot aan zijn dood graaf van March. Van 1326 tot 1330 was hij de facto ook regent van Engeland.

## Vroege leven en huwelijk
Roger Mortimer was de oudste zoon van Edmund Mortimer, de tweede baron Mortimer en edelman in de Welsh Marches, uit diens huwelijk met Margaret de Fiennes, dochter van Guillaume II de Fiennes, baron Tingry. Op jonge leeftijd werd Mortimer  verloofd met Joan de Geneville (1286-1356), dochter van Piers de Geneville. Het huwelijk vond plaats op 20 september 1301. 
Dankzij het huwelijk kwam Mortimer niet alleen in het bezit van talrijke bezittingen in de Welsh Marches, waaronder Ludlow Castle, dat de hoofdresidentie werd van de Mortimers, maar verwierf hij ook aanzienlijke landerijen en invloed in Ierland. Op het ogenblik van hun huwelijk had Joan echter nog niet de status van erfgename. In 1308 stond haar tachtigjarige grootvader Geoffroy de Geneville het grootste deel van zijn Ierse landerijen af aan Roger Mortimer en na diens dood in 1314 werd zijn echtgenote barones van Geneville. Daarnaast erfde Mortimer het oostelijke deel van de heerlijkheid Meath, inclusief het Kasteel van Trim. De rest van de bezittingen van de grootvader van zijn echtgenote werden geërfd door diens jongere zoon Simon de Geneville.
Op 25 februari 1308 woonde Roger Mortimer de kroning van koning Eduard II van Engeland bij, die later een belangrijke rol in zijn leven zou spelen. Tijdens een processie die tijdens de kroningsceremonie plaatsvond droeg hij een tafel met de koninklijke gewaden.

## Militaire avonturen in Ierland en Wales
Mortimers jeugd kwam abrupt ten einde toen zijn vader in juli 1304 dodelijk verwond werd bij een hinderlaag nabij Builth Wells. Op zeventienjarige leeftijd werd hij de derde baron Mortimer. Aangezien Roger nog minderjarig was, plaatste koning Eduard I hem onder het regentschap van Piers Gaveston, graaf van Cornwall. Op 22 mei 1306 werd hij in een kwistige ceremonie in Westminster Abbey samen met 250 anderen door Eduard I tot ridder geslagen. Bij deze gelegenheid werd hem eveneens zijn volledige erfenis overgedragen.
Zijn volwassen leven begon pas echt in 1308, toen hij naar Ierland trok om zijn autoriteit te verstevigen. Dit bracht hem in conflict met de familie de Lacy, die zich voor steun tot Edward Bruce wendde, de broer van de Schotse koning Robert the Bruce. Op 23 november 1316 benoemde koning Eduard II hem tot Lord Luitenant van Ierland. Kort daarna verdreef hij aan het hoofd van een groot leger Edward Bruce naar Carrickfergus en de familie de Lacy naar Connaught. Ook wreekte hij zich op hun aanhangers, als die werden aangetroffen. In 1318 keerde Mortimer terug naar Wales. De volgende jaren zou hij zich bezighouden met verschillende adellijke conflicten in de Welsh Marches.

## Oppositie tegen Eduard II
Mortimer vervreemdde van de koning en vervoegde de groeiende oppositie tegen de koning en zijn invloedrijke gunsteling Hugh le Despenser de Jongere. Nadat de jonge Despenser landerijen verwierf die eigenlijk tot zijn domeinen behoorden, begonnen Mortimer en andere edelen in 1321 verwoestende raids te houden in Despensers gebieden, beter bekend als de Despenser War. Hij steunde Humphrey de Bohun, de vierde graaf van Hereford, toen die weigerde om de bevelen van de koning nog langer op te volgen, en leidde een mars naar Londen. Toen zijn troepen de hoofdstad bereikten, sloegen ze een beleg op. Al deze gebeurtenissen zetten edelen onder leiding van graaf Thomas van Lancaster aan om de koning te laten instemmen met de verbanning van Despenser en zijn vader Hugh le Despenser de Oudere. Nadat Eduard II in oktober 1321 een succesvolle expeditie leidde tegen Margaret de Clare, barones Badlesmere, omdat ze koningin Isabella de toegang tot Leeds Castle had geweigerd, gebruikte hij deze overwinning en zijn gestegen populariteit bij het volk en de gematigde edelen om de Despensers terug naar Engeland te halen. Vervolgens kwamen Mortimer en een aantal andere Welshe edelen opnieuw in opstand tegen de koning.
In januari 1322 viel hij Brigdnorth aan en brandde hij de stad plat, maar uiteindelijk moest Mortimer zich bij Shrewsbury overgeven aan de koning. In maart 1322 vocht hij aan de zijde van Thomas van Lancaster in de Slag bij Boroughbridge, waarbij de rebellen vernietigend werden verslagen. In juli werd Mortimer gearresteerd. Hij dreigde de doodstraf te krijgen, maar kwam er uiteindelijk vanaf met een levenslange celstraf in de Tower of London. In augustus 1323 ontsnapte Mortimer uit de Tower nadat hij met de hulp van Gerard de Alspaye, de onderluitenant van de constable van de Tower, zijn bewakers had gedrogeerd tijdens een feest. Vervolgens probeerde hij Windsor Castle en Wallingford Castle in te nemen, waar tegenstanders van Eduard II en de Despensers werden gevangengehouden. Toen er bevelen werden uitgevaardigd om hem te vatten, dood of levend, vluchtte Mortimer naar Frankrijk.
In 1325 werd koningin Isabella, die overwoog om haar echtgenoot te verlaten, door Eduard II naar Frankrijk gestuurd om vrede te sluiten met koning Karel IV, Isabella's broer. Aan het Franse hof ontmoette de koningin Mortimer. Al snel begonnen de twee een relatie. Het was op aangeven van Mortimer dat Isabella weigerde terug te keren naar Engeland zolang de Despensers hun machtspositie aan het hof behielden.

## Invasie van Engeland en nederlaag van Eduard II
Isabella en Mortimer beraamden een invasie van Engeland. Ze stelden een leger samen en konden graaf Willem I van Henegouwen overtuigen om hen een vloot ter beschikking te stellen. Op 24 september 1326 landde de vloot van Isabella en Mortimer, met onder andere kroonprins Eduard en graaf Hendrik van Lancaster aan boord, in Engeland. Londen koos de zijde van de koningin en Eduard II vluchtte vervolgens westwaarts, opgejaagd door de troepen van Mortimer en Isabella. Na wekenlang te hebben rondgezworven in Wales, werd de koning op 16 november gevangengenomen en werd hij gedwongen om af te treden ten voordele van zijn zoon. De Despensers werden dan weer geëxecuteerd. Eduard III werd op 25 januari 1327 gekroond, maar de daadwerkelijke macht lag in handen van Isabella en Mortimer. Op 21 september 1327 overleed Eduard II in gevangenschap, in mysterieuze omstandigheden. Er waren geruchten dat Eduard II in opdracht van Mortimer was vermoord, maar daar zijn nooit bewijzen voor gevonden.

## Machtsperiode en val
Na de verwijdering van Eduard II en de Despensers probeerde Mortimer de status van zijn aanhangers, voornamelijk in de Welsh Marches, te herstellen. In het eerste regeringsjaar van Eduard III werden honderden edelen in hun landerijen hersteld. Mortimer stapelde de rijke landgoederen en winstgevende en machtige functies op. Hij werd benoemd tot Constable van Wallingford Castle en werd in september 1328 verheven tot graaf van March. Hoewel hij veel competenter was dan de Despensers, alvast in militair opzicht, wekten zijn ambities veel ongerustheid. Tijdens zijn korte termijn als heerser van Engeland nam hij de heerlijkheden Denbigh, Oswestry en Clun over. Koningin Isabella verleende hem ook de heerlijkheid Montgomery. Onder het bewind van Mortimer raakte de schatkist bankroet. De oppositie, aangevoerd door Hendrik van Lancaster, was daar zeer verontwaardigd over en verweet de regering onverantwoordelijk te zijn. Als opperbevelhebber van het leger was Lancaster ook woedend over de nederlaag tegen de Schotten en het omstreden Verdrag van Edinburgh-Northampton dat Isabella en Mortimer vervolgens met hen sloten.
De graaf van Lancaster probeerde Eduard III te overtuigen om Mortimer aan de kant te schuiven, maar dit mislukte aangezien Eduard hem bleef steunen. In maart 1330 beval Mortimer echter de executie van graaf Edmund van Kent, een halfbroer van Eduard II. Vervolgens zette Lancaster de jonge koning ertoe aan om zijn onafhankelijkheid te doen gelden. In oktober 1330 riep Eduard III het Parlement samen in Nottingham en greep hij de macht. Isabella, Mortimer en hun aanhangers werden in Nottingham Castle gevangengenomen. Mortimer werd naar de Tower of London overgebracht en daar voor het ondermijnen van de koninklijke macht en andere zwaarwichtige misdaden ter dood veroordeeld. Ook werden zijn landerijen in beslag genomen door de Kroon. Hij werd op 29 november 1330 terechtgesteld in Tyburn, door ophanging. Na afloop van de executie bleef zijn lichaam twee dagen en nachten aan de galg hangen, waarna het uiteindelijk bijgezet werd in de Abdij van Wigmore.

## Nakomelingen
Roger Mortimer en zijn echtgenote Joan de Geneville kregen elf kinderen:
- Edmund (1302-1331), huwde in 1316 met Elizabeth de Badlesmere, gravin van Northampton.
- Margaret (1304-1337), huwde in 1319 met baron Thomas de Berkeley.
- Maud (1307-na 1345), huwde in 1319 met baron John Cherleton.
- Geoffrey (1309-1372/1376), heer van Couhé.
- John (1310-1328)
- Joan (1312-1337/1351), huwde in 1330 met baron James Audley.
- Isabella (1313-na 1327)
- Katherine (1314-1369), huwde in 1319 met Thomas Beauchamp, graaf van Warwick.
- Agnes (1317-1368), huwde in 1328 of 1329 met Lawrence Hastings, graaf van Pembroke.
- Beatrice (overleden in 1383), huwde eerst in 1327 met Eduard van Norfolk, zoon van Thomas van Brotherton, een halfbroer van koning Eduard II van Engeland, en daarna in 1337 met Thomas de Brewes
- Blanche (1321-1347), huwde met baron Peter de Grandison